# Rhys Clark (snooker)
Rhys Clarck est un joueur professionnel écossais de snooker né le 17 août 1994 à Stonehouse en Écosse.

## Carrière amateur
Originaire du village de Stonehouse, dans le South Lanarkshire en Écosse, Clark commence à jouer au snooker à l'âge de 11 ans. Alors encore joueur amateur, il figure dans de nombreux tournois pour professionnels, ayant pour meilleur résultat une victoire 10 manches à 2 face à Mike Dunn, au premier tour de qualifications du championnat du monde de snooker 2014. Il se qualifie pour ses premiers tournois ranking en 2013 et en 2014 à l'occasion du championnat du Royaume-Uni, et de l'Open gallois mais il est éliminé au premier tour. Il atteint également le premier tour à l'Open d'Inde en 2015 après des victoires contre Kurt Maflin et Pankaj Advani.

## Carrière professionnelle
Clarck devient professionnel en 2015 à l'issue du premier des trois tournois de la Q School, où il bat Leo Fernandez 4 manches à 1 au dernier tour. À l'Open de Gdynia de 2016, il enregistre une victoire de prestige face à son compatriote Graeme Dott. Pour le dernier tournoi majeur de l'année 2016, l'Open de Chine, Rhys Clarck remporte son premier match dans un tableau final contre Mark Davis 5 manches à 4. Il bat ensuite le champion du monde de 1997 Ken Doherty pour une place en seizièmes de finale, où il sera éliminé par Alfie Burden. Grâce à ses bons résultats pendant la saison 2015-2016, il renouvelle sa place sur le circuit professionnel pour les deux prochaines saisons. Lors de la saison 2016-2017, il se qualifie pour 10 tournois comptant pour le classement mondial. Il atteint deux huitièmes de finale ; lors de l'Open anglais et au Masters d'Europe, et un troisième tour pendant l'Open de Gibraltar. Clarck termine cette saison à la 73e place. La saison suivante est plus mitigée pour Clarck qui ne remporte qu'un seul match sur l'ensemble de la saison.